# Banatski Karlovac
Banatski Karlovac  (ćir.: Банатски Карловац, nje. Karlsdorf, mađ. Nagykárolyfalva, rum. Corneni) je grad u općini Alibunar u Južnobanatskom okrugu u Vojvodini.

## Povijest
Mjesto je naseljeno 1802. godine planski i dobilo je naziv Karlsdorf po tadašnjem ministru rata i mornarice nadvojvodi Karlu. Prvobitno su bili naseljeni Nijemci, a uskoro 1803. se doseljavaju Karaševski Hrvati iz općina Karaševo,  Lupak i Klokotič.  Nijemci su poslije Drugoga svjetskoga rata deportirani, a koloniziraju Srbi.

## Stanovništvo
U naselju Banatski Karlovac živi 5.820 stanovnika, od toga 4.721 punoljetnih stanovnika, a prosječna starost stanovništva iznosi 41,3 godina (39,8 kod muškaraca i 42,7 kod žena). U naselju ima 1.985 domaćinstava, a prosječan broj članova po domaćinstvu je 2,93.
| Etnički sastav 2002. |            |        |
| Narod                | Stanovnika | %      |
| Srbi                 | 5.336      | 91,68% |
| Mađari               | 103        | 1,76%  |
| Rumunji              | 71         | 1,21%  |
| Jugoslaveni          | 53         | 0,91%  |
| Makedonci            | 37         | 0,63%  |
| Romi                 | 33         | 0,56%  |
| Crnogorci            | 20         | 0,34%  |
| Hrvati               | 15         | 0,25%  |
| Slovaci              | 15         | 0,25%  |
| ostali               | 43         | 0,69%  |
| nepoznato            | 28         | 0,48%  |

| broj stanovnika | 5834  | 5186  | 6025  | 6273  | 6319  | 6286  | 5820  |
|                 | 1948. | 1953. | 1961. | 1971. | 1981. | 1991. | 2001. |

## Vanjske poveznice
- Službena stranica grada
- LEADER+BK Stranica
- Neslužbena stranica
- Općina Alibunar - Službena stranica
- Karte, udaljenosti i vremenska prognoza
- Satelitska snimka naselja